# La Rinascente
La Rinascente — сеть универмагов в Италии.
История La Rinascente началась с магазина одежды, открытого братьями Луиджи и Фердинандо Боккони в Милане в 1865 году. Компания открыла новые магазины на Виа дель Корсо в Риме, Генуе, Триесте, Палермо и Турине. В 1877 году они открыли универмаг Aux Villes d’Italie в отеле Comfortable. Это был первый в своем роде магазин в Италии, созданный по образцу «Ле Бон Марше» в Париже. В 1880 году магазин получил название «Alle città d’Italia»; в 1887 году новый магазин, спроектированный Джулио Де Ангелисом (ит.), открылся в Риме на Площади Колонны; а в 1889 году открылось новое здание на Пьяцца-дель-Дуомо в Милане, спроектированное Джованни Джаки (ит.).
В 1917 году Сенаторе Борлетти (ит.) приобрёл компанию у братьев Боккони, и поэт Габриэле Д’Аннунцио придумал новое название — «La Rinascente» (итал. Возрождающийся). Компания была официально зарегистрирована 27 сентября 1917 года. Борлетти умер в 1939 году, и новым председателем был избран Умберто Брустио (ит.). В группу также вошли магазины UPIM (ит.). Вторая мировая война нанесла серьёзный ущерб: магазины в Генуе и Кальяри были разрушены, универмаг на Пьяцца-дель-Дуомо в Милане лежал в руинах; только один магазин Rinascente в Риме и 37 складов Upim все ещё работали. В 1954 году La Rinascente учредил премию Compasso d’Oro в области дизайна. В 1950-х годах была основана сеть магазинов Sma (ит.), состоящая из современных супермаркетов.
В 2011 году La Rinascente приобретена Central Retail Corporation. В 2013 году Central также приобрела Illum в Копенгагене, а в 2015 году — KaDeWe Group с универмагами KaDeWe, Oberpollinger и Alsterhaus в Германии.